# Cristoforo Rosa
Cristoforo Rosa (Brescia, 1517-1518 – Brescia, 1577) è stato un pittore italiano di quadrature (pittura illusionistica del soffitto) del periodo tardo-rinascimentale.

## Biografia
Nel 1569, insieme al fratello Stefano Rosa, dipinse a Venezia i soffitti d'ingresso della Biblioteca di San Marco  e il perduto soffitto della Chiesa della Madonna dell'Orto. Morì durante la peste a Brescia intorno al 1577.
Il figlio di Cristoforo, Pietro Rosa (1541-1619?), divenne allievo di Tiziano.